# Lichttherapie

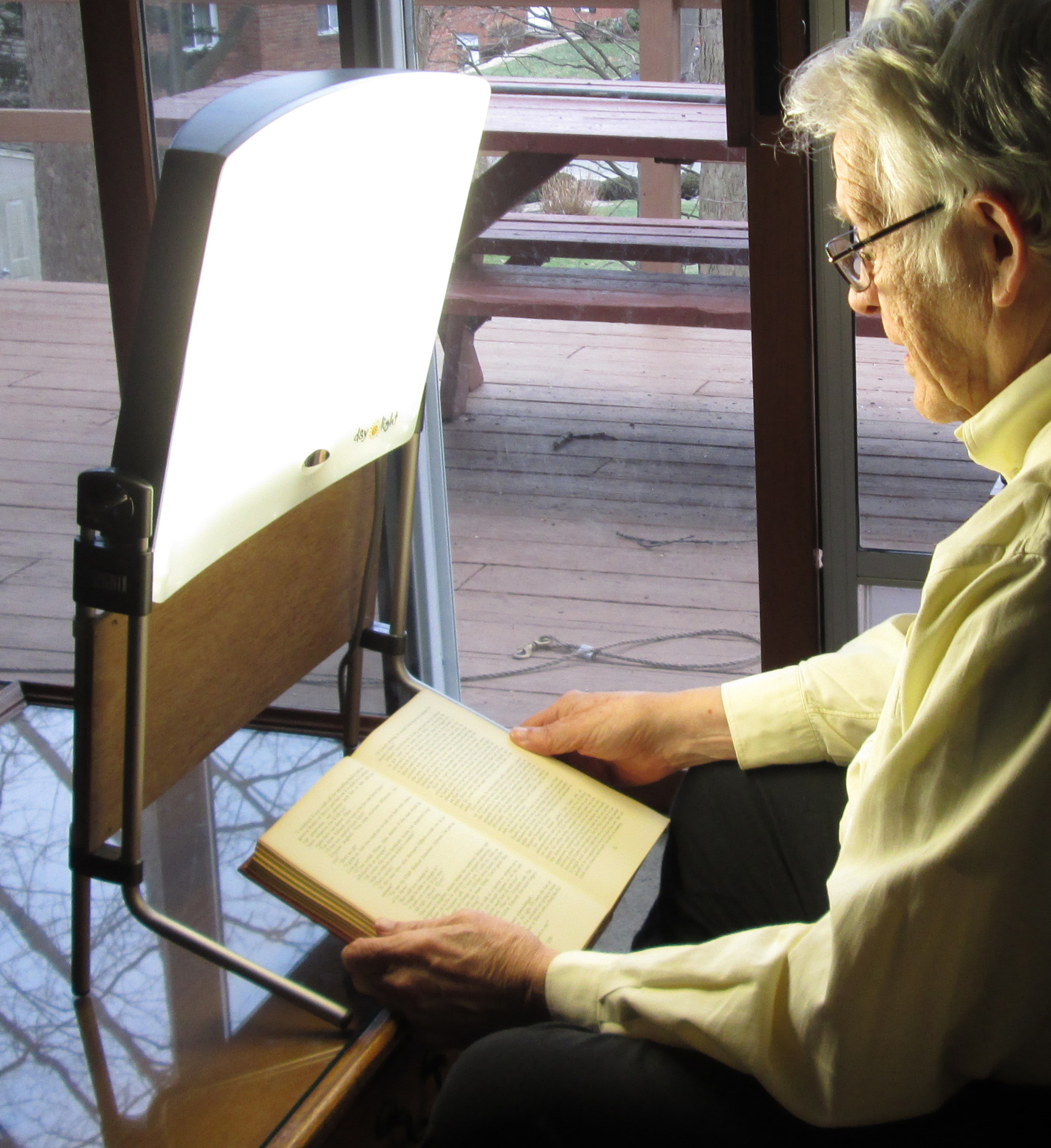
Beispiel einer Lichttherapie bei Winterdepressionen

Eine Lichttherapie (Heliotherapie) ist ein Verfahren zur Behandlung verschiedener depressiver Erkrankungen. Ziel dabei ist es, mittels Licht hoher Lichtstärke den circadianen Rhythmus und damit den Serotonin- und Melatonin-Spiegel zu beeinflussen.
Gemäß Nationaler Versorgungsleitlinie (NVL) für unipolare Depression soll ein Therapieversuch mittels Lichttherapie bei Depressionen angeboten werden, die einem saisonalen Muster folgen. Für depressive Störungen, die nicht saisonal abhängig sind, kann sie angeboten werden. Die Evidenz für Lichttherapie bei Depressionen mit saisonalem Muster ist moderat, für nicht-saisonale Depressionen sehr niedrig. Bei ersteren, z. B. Herbst-Winter-Depressionen, hilft sie bei etwa 20 % der Behandelten, es ist auch nicht klar, wie lange die Besserung anhält.
Abzugrenzen ist die Phototherapie, bei der mittels Licht in UV-Nähe schwere Beeinträchtigungen der Haut wie beispielsweise bei Neurodermitis und Psoriasis behandelt werden.

## Exemplarische Vorgehensweise bei Depression

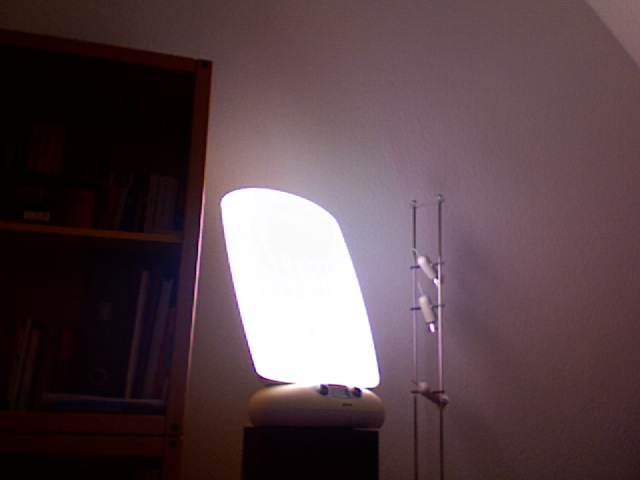
Moderne Lichttherapielampe in Betrieb

Therapeutisch werden die Patienten dabei hellem Kunstlicht (Tageslichtlampe) ausgesetzt, man spricht hier auch von einer Lichtdusche. Es gibt ferner auch Lichtmasken und Lichtbrillen („Wearables“). Die Lichttherapie sollte am besten direkt in den frühen Morgenstunden angewendet werden.
Die am häufigsten genutzte Lichtart ist helles, fluoreszierendes Licht hoher Lichtstärke (mindestens 2 500 Lux, besser mindestens 10 000 Lux und mehr). Je nach Lichtintensität, Lichtquelle oder Lichtart hängt die Dauer und Frequenz der Behandlung ab, so kann diese von mehrtägigen bis mehrmonatigen Anwendungen erfolgen.
Man sollte höchstens etwa 50–80 cm von der Lichtquelle entfernt sitzen. Wichtig ist, dass das Licht auf die Netzhaut fällt. Deshalb müssen die Augen geöffnet sein und dürfen nicht von einer Sonnenbrille oder anderem verdeckt sein. Der Patient soll aber nicht direkt in die Lichtquelle sehen. Um Schäden der Augen abzuwenden, müssen Lichttherapiegeräte mit einem UV-Filter ausgestattet sein.

## Wirksame Lichtfarben
Die spektrale Wirksamkeit von Lichttherapie ist nicht genau bekannt. In einer Studie von 1997 wurde geprüft, welche Lichtfarben Einfluss bei Lichttherapie hätten. Licht mit kurzen oder mittleren Wellenlängen (blau, grün, gelb) scheinen für einen therapeutischen Effekt notwendig zu sein, rotes Licht und UV-Licht wären relativ ineffektiv, UV-Licht kann daher ausgefiltert werden.

## Wirklatenz und Wirkungsdauer
Insgesamt ergaben sich kurzzeitige Effekte auf die Remissionsraten und die Symptomatik. Eine Langzeitwirkung wurde in den bisherigen Studien nicht untersucht.

## Anwendungsgebiete und Wirksamkeit
In der Leitlinie „Unipolare Depression“ der NVL soll die Lichttherapie zusätzlich und unterstützend zu anderen Interventionen bei saisonal abhängiger Depression angeboten werden. Zwar gibt es nur moderate Evidenz für eine Wirkung, aber aufgrund des niedrigen Schadenspotenzials und der einfachen Umsetzung hat die Leitliniengruppe die Empfehlung herausgegeben. Gemäß Cochrane-Report können keine zuverlässigen Schlussfolgerungen über die Wirksamkeit der Lichttherapie zur Vorbeugung von Winter‐Depressionen getroffen werden, da die Qualität der Evidenz ausgewerteter Studien sehr gering ist.
Die Evidenz der Lichttherapie bei Formen nichtsaisonaler Depression ist sehr gering. Entsprechende Studien weisen mehrere Probleme auf, beispielsweise ein hohes Verzerrungsrisiko (mangelnde Verblindung), Impräzision (kleine Fallzahl, breite Konfidenzintervalle) oder Hinweise auf einen Publikationsbias. Daher lässt die Leitlinie eine entsprechende Therapie in dieser Indikation offen.
Alternativ wird ein der Lichttherapie ähnliches Verfahren auch zur Vorbeugung gegen Jetlag eingesetzt. So bieten manche Fluggesellschaften ihren Langstreckenpassagieren spezielle Kopfbedeckungen an, an denen eine helle Lichtquelle befestigt ist.

## Vermutete Wirkmechanismen

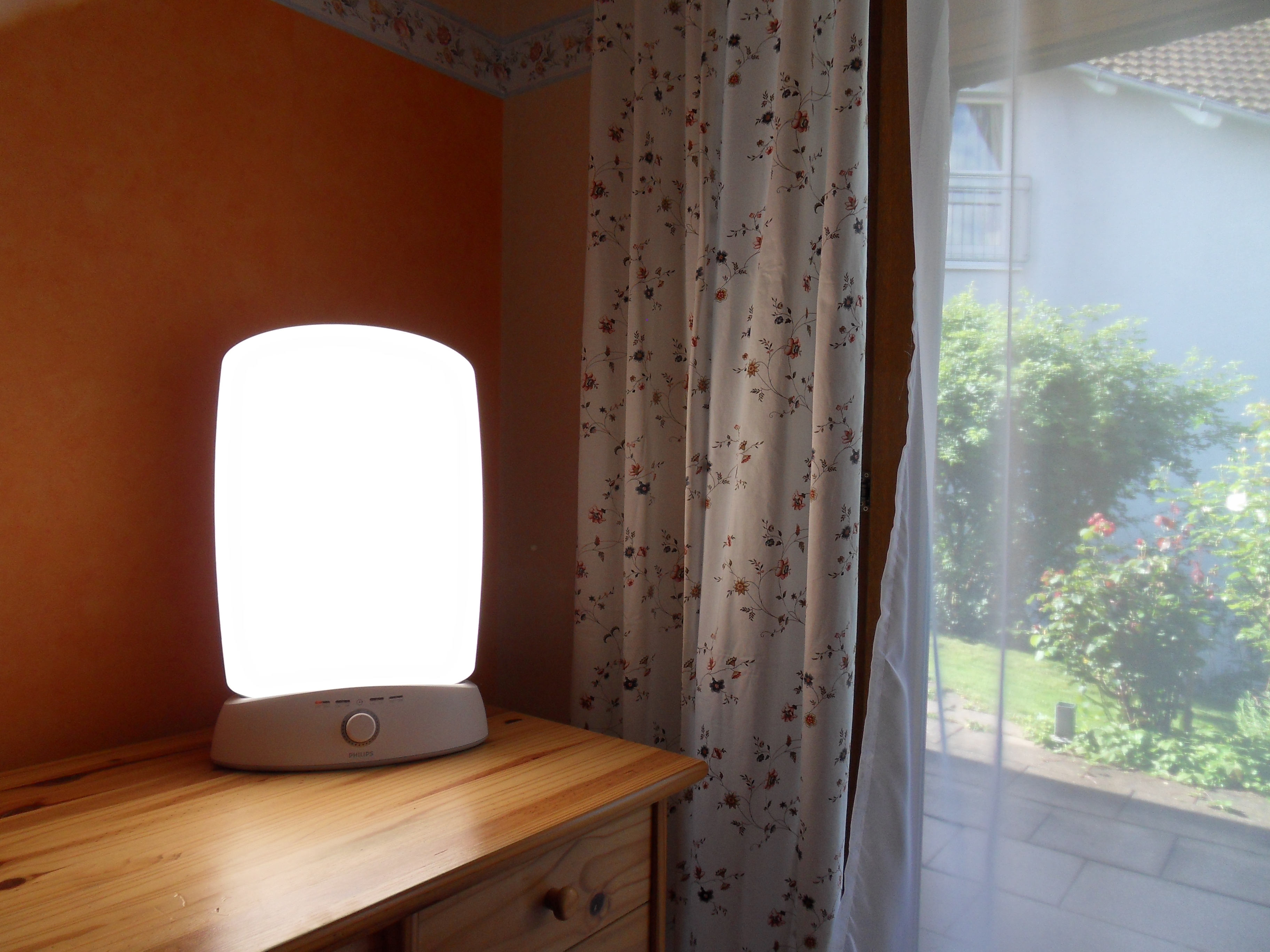
Lichtintensität einer Lichttherapielampe in einem Raum, in den das schattige Tageslicht nur durch einen Vorhang gefiltert, durch ein Fenster unter vorgezogenem Dach dringt: Moderne Menschen halten sich oft zu wenig im Freien auf, wo das Licht deutlich heller als in geschlossenen Räumen ist

Neuere Untersuchungen beschäftigen sich mit dem Zusammenhang von Lichttherapie und circadianen Rhythmen, zum Beispiel mit der Kombination von Lichttherapie und Schlafentzugstherapie (sog. Wachtherapie) und der Schlafphasenvorverlagerung. Ein bedeutsamer biologischer Vorgang scheint zu sein, dass besonders in der zweiten Nachthälfte Melatonin im Gehirn produziert wird. Melatonin wird mit einer depressiogenen Wirkung in Verbindung gebracht. Wird die Lichttherapie unmittelbar nach dem morgendlichen Aufwachen angewandt, also möglichst früh, dann wird die Produktion von Melatonin beendet bzw. Melatonin abgebaut, so dass es zu einem positiven Stimmungsumschwung kommt. Es ist auch nachgewiesen, dass Licht den Melatoninhaushalt hemmend beeinflusst.
Eingesetzt wird meist weißes Licht, das dem Spektrum des Sonnenlichts entspricht. Normales Tageslicht (auch bei bedecktem Himmel) ist mindestens so wirksam wie künstliches Licht (Lichttherapielampe). In Studien zeigt sich aber, dass viele Menschen sich zu wenig im Freien aufhalten, um sich der nötigen Lichtmenge auszusetzen.
Physiologisch wirksam ist vor allem ein schmales Frequenzband im Blaulichtbereich des weißen Lichts (Wellenlängen 446–477 nm), der auf das blaulichtempfindliche Photopigment Melanopsin in den Ganglienzellen der Netzhaut einwirkt. Anders als die Sehpigmente in den Stäbchen und Zapfen der Netzhaut ist Melanopsin nicht an der visuellen Wahrnehmung beteiligt, sondern beeinflusst die Melatonin-Ausschüttung und darüber die circadiane Rhythmik.

## Kontraindikationen
Eine augenärztliche Untersuchung wird bei bestehenden Vorerkrankungen des Auges oder der Netzhaut (z. B. Netzhautablösung, Retinitis pigmentosa), systemischen Erkrankungen, die die Netzhaut betreffen (z. B. Diabetes mellitus), vorherigen Kataraktoperationen oder Entfernungen der Linse sowie generell bei älteren Menschen aufgrund des erhöhten Risikos altersbedingter Makuladegeneration empfohlen.
Eine Kontraindikation kann auch die Einnahme eines der folgenden Medikamente sein, da diese die Lichtempfindlichkeit erhöhen: Neuroleptika (Phenothiazine), Antidepressiva (Imipramin), Phasenprophylaktika (Lithium), Diuretika (Hydrochlorothiazide), Methoxsalen, Herzmedikamente (Propranolol, Amiodaron), Chloroquin, Antibiotika (Tetrazykline), sowie Johanniskraut als pflanzliches Mittel zur Behandlung von Depression.
Liegen Augenerkrankungen vor, sollte im Vorfeld augenärztlich abgeklärt werden, ob die Lichttherapie mit künstlichen Strahlenquellen geeignet ist. Auch Menschen ohne Augenerkrankung sollten jedoch nicht längere Zeit aus kurzer Distanz in eine so helle Lichtquelle blicken.

## Kostenübernahme in Deutschland
Eine Lichttherapie zur Behandlung der Winterdepression ist für die gesetzlich Krankenversicherten in Deutschland immer eine Selbstzahlerleistung (IGeL). Der IGeL-Monitor des MDS (Medizinischer Dienst des Spitzenverbandes Bund der Krankenkassen) bewertet die Lichttherapie bei saisonal depressiver Störung als „tendenziell positiv“. Zwar lieferten die gefundenen Untersuchungen und Übersichtsarbeiten „kein einheitliches Bild zum Nutzen der Therapie“, einige der ausgewerteten Untersuchungen und Übersichtsarbeiten zeigten aber, dass die Lichttherapie die Depressionsbeschwerden etwas besser lindere als eine Scheinbehandlung. Kopfschmerzen, Müdigkeit und ähnliche Beschwerden seien dagegen nicht häufiger als bei einer Scheinbehandlung. Auch enthält die Lichtstrahlung keinen UV-Anteil mehr, sodass sie unbedenklich ist.